# Сова, Евгений Николаевич

Евгений Сова на заседании экономической комиссии Кнессета, Иерусалим, июнь 2022

Евгений Николаевич Сова (ивр. יבגני סובה‎; род. 29 августа 1980, Первомайск, Николаевская область, Украинская ССР, СССР) — израильский политик, журналист. Депутат Кнессета Израиля 21-го, 22-го, 23-го, 24-го, 25-го созывов.

## Биография
Родился в 1980 году в Первомайске, Николаевская область, Украинская ССР, СССР.
В 1997 году окончил СШ № 4 в Первомайске. В августе 1997 года уехал в Израиль в рамках молодёжной программе «Села» (סל״ה) от Еврейского Агентства (Сохнут). Первые месяцы в Израиле находился в центре абсорбции «Бейт-Элиезер» в Хадере.
В декабре 1997 года поступил на подготовительное отделение Университета им. Бар-Илана. Получив отсрочку от службы армии, в октябре 1998 года начал учёбу на факультете политических наук по расширенной программе «Армия, стратегия и национальная безопасность». По окончании первого курса в сентябре 1999 года был призван в армию для прохождения курса молодого бойца («тиронут») в рядах ЦАХАЛа. Службу проходил на базе «Зиким» близ г. Ашкелон. Затем вернулся к учёбе в университете, где получил первую степень бакалавра (B.A.) по расширенной политологии.
С октября 2001 по сентябрь 2004 года проходил срочную военную службу в ЦАХАЛе в должности офицера Управления по правам военнослужащих при министерстве обороны Израиля. После демобилизации в октябре 2004 года поступил на факультет журналистики Бар-Иланского университета. В 2008 году окончил магистратуру Бар-Иланского университета (M.A.) по специальности «политическая журналистика».

#### Работа в СМИ
2005 год — студентом проходил стажировку в израильском бюро международного русскоязычного телеканала RTVI. В то же время работал внештатным корреспондентом газеты «Вести» (издательский дом «Едиот Ахронот»).
Летом 2005 года стал соавтором журналистского расследования на 10-м канале ИТВ о компании «Миглад», крупного импортера мясных продуктов и мороженной рыбы в Израиле. После публикации фактов о нарушении правил хранения и распространения рыбы и мяса министерство здравоохранения Израиля распорядилось о закрытии предприятия, а полиция начало уголовное расследование против владельцев компании.
2006 год, сентябрь — начал работать в русскоязычной редакции Второго израильского телеканала. В качестве корреспондента службы новостей освещал военную операцию «Литой свинец» в секторе Газа (январь 2009 г.), работал парламентским корреспондентом в Кнессете.
С июня 2009 года по август 2014 года — политический обозреватель службы новостей «Девятого канала» израильского телевидения. Ведущий ежедневных аналитических программ «Три мнения», «Контакт», «Герой Дня».
2010—2019 годы — внештатный корреспондент русской службы BBC в Израиле. Автор более 400 материалов о ситуации в Израиле и на Ближнем Востоке. Параллельно сотрудничал с рядом изданий в Израиле, Украине, России и США. В 2012 году снял документальный фильм «Футбол на всю жизнь» (производство «Израиль плюс»), приуроченный к трансляции Девятым каналом футбольных матчей ЕВРО 2012. В августе 2014 года заявил об уходе с Девятого канала.
С сентября 2014 года — ведущий еженедельной программы «Израиль за неделю» на международном русскоязычном канале RTVI и главный редактор ближневосточного бюро телеканала. В мае 2017 года параллельно с работой на телевидении начал вести ежедневную программу «Тема дня» на радиостанции «Кан-Рэка», входящей в Израильскую вещательную корпорацию (Таагид ха-Шидур)
2014—2018 годы — преподаватель курса по журналистике и ТВ в Ариэльском университете в рамках программы «МАСА» для русскоязычных студентов.

#### Политическая деятельность

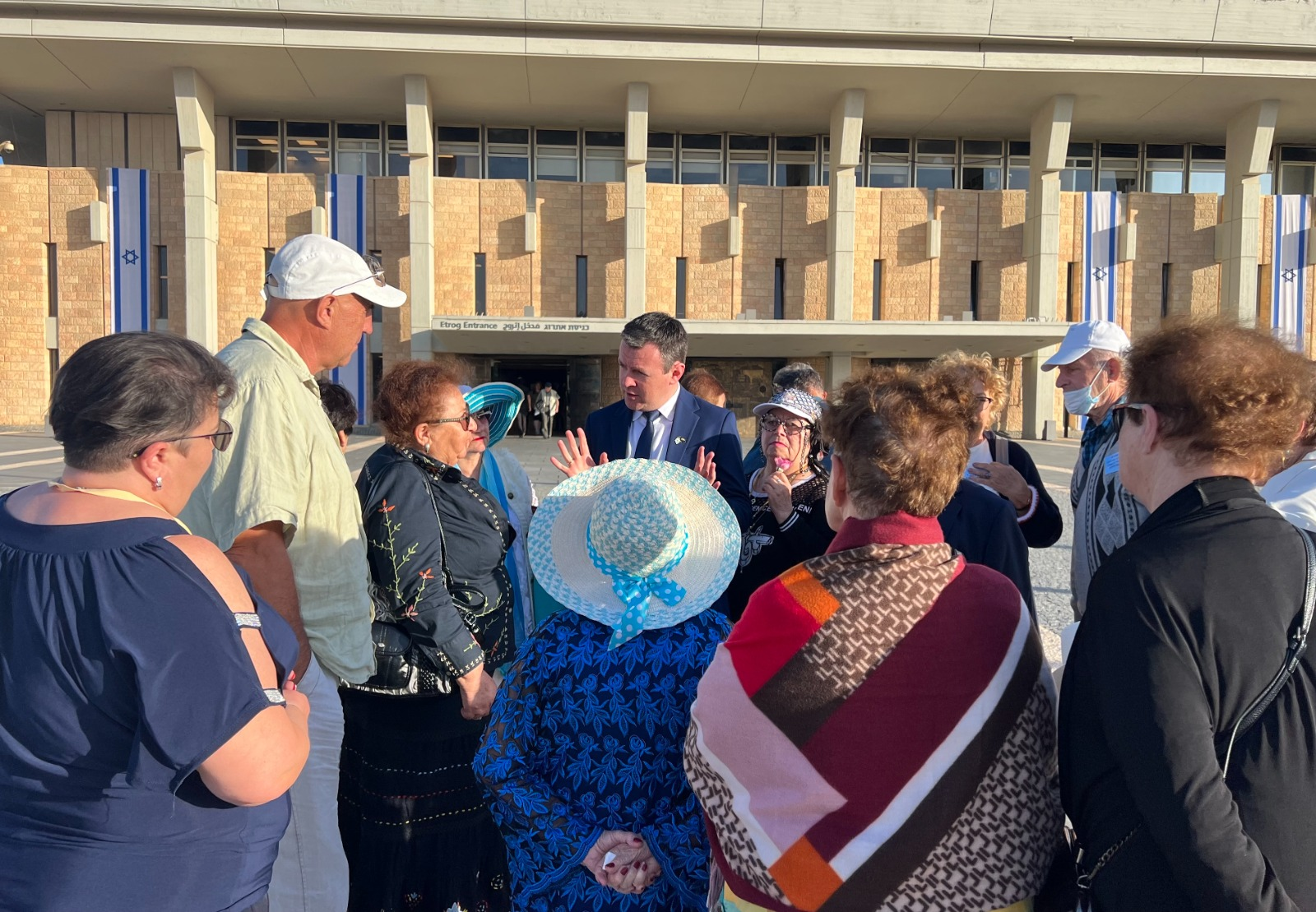
Е. Н. Сова на встрече с пережившими Холокост в Кнессете Израиля, Иерусалим, май 2022 г

3 февраля 2019 года — вступил в партию «Наш Дом Израиль» под руководством Авигдора Либермана.
На выборах в Кнессет 21-го созыва был выбран третьим номером в партийном списке после Авигдора Либермана и Одеда Форера. На выборах партия НДИ получила 5 мандатов.
На выборах в Кнессет 22-го созыва (17 сентября 2019 г. НДИ получила 8 мандатов) и Кнессет 23-го созыва (2 марта 2020 года, НДИ получила 7 мандатов) баллотировался на 3-м месте в партийном списке и был во второй и третий раз избран депутатом.
В Кнессете 23-го созыва являлся членом экономической комиссии и комиссии по вопросам науки и технологий, занимался вопросами образования, экономики, науки и технологий, а также помощи пожилым гражданам. Возглавляет парламентское лобби по увековечиванию памяти еврейского героизма в годы Второй мировой войны, а также является сопредседателем лобби по связям с международными еврейскими общинами в мире, председатель межпарламентской группы дружбы Израиль-Азербайджан и Израиль-Казахстан. Является членом комиссии по правам ребёнка и специальной комиссии по работе системы образования.
В Кнессете 24-го созыва Сова занял должность председателя парламентской фракции НДИ. Партия НДИ вошла в правительство. Авигдор Либерман получил пост министра финансов, а Одед Форер был назначен министром сельского хозяйства.
В качестве главы фракции НДИ, Евгений Сова принимал участие в еженедельных заседаниях руководства правящей коалиции. Член комисии Кнессета по регламенту.
С 1 марта 2022 года вступил в должность вице-председателя кнессета. В этой должности проводил пленарные заседания парламента. 18 мая 2022 года, ведя заседание, прервал выступление депутата от Объединённого Арабского списка Ахмеда Тиби после того, как тот атаковал депутата от Еш Атид Мейрав Бен-Ари. Евгений Сова после перепалки призвал: «Словам, которые были произнесены в адрес депутата Бен-Ари, не место в кнессете. Парламент работает уже 11 месяцев, но до сих пор нет комиссии по этике. Я обращаюсь к оппозиции — может быть, уже настало время сформировать комиссию, чтобы подобные слова не звучали в парламенте».
В июне 2021 года был назначен руководителем парламентской группы дружбы «Израиль-Украина».
В октябре 2021 года принял участие в государственном визите президента Израиля Ицхака Герцога в Украину на мероприятия по случаю 80-й годовщины трагедии Бабьего Яра.
С началом российского вторжения в Украину, в Кнессете прошли встречи с участием Евгения Совы с послом Украины Евгением Корнийчуком на которых обсуждались вопросы оказания помощи Украине.
10 мая 2022 года, выступая в Кнессете по случаю Дня Победы, Евгений Сова назвал происходящее в Украине преступлением и ударом по памяти его деда — офицера Красной Армии. По сообщениям израильских СМИ, после этих слов Кнессет в знак протеста покинул посол России Анатолий Викторов.

#### Семья
Отец Николай Сова, рабочий на заводе «Фрегат» (1951), мать — Светлана Сова (в девичестве Гехтман), инженер-технолог на заводе «Фрегат» (1954).
Женат. Супруга Марина, доктор биологии. Имеет трех дочерей.

#### Увлечения
В 7 лет профессионально начал заниматься шахматами. Чемпион Николаевской области среди юношей (1993 год), участник нескольких чемпионатов Украины, призёр детско-юношеских турниров (1991—1996).